# Thordisa harrisi
Thordisa harrisi is een slakkensoort uit de familie van de Discodorididae. De wetenschappelijke naam van de soort is voor het eerst geldig gepubliceerd in 2006 door Chan & Gosliner.